# El-Hadi Laameche
El-Hadi Laameche (arabisch الهادي لعمش; * 5. März 1990 in Ech Cheliff) ist ein algerischer Leichtathlet, der sich auf den Langstreckenlauf spezialisiert hat.

## Sportliche Laufbahn
Salim Keddar nahm im Jahr 2012, damals noch als El-Hadi Laameche im Jahr 2016, als er im Marathonlauf an den Olympischen Sommerspielen in Rio de Janeiro teilnahm und dort sein Rennen nicht beenden konnte. Bei den Halbmarathon-Weltmeisterschaften 2018 in Valencia gelangte er nach 1:06:27 h auf Rang 105 und 2021 belegte er bei den Arabischen Meisterschaften in Radès in 1:11:39 h den fünften Platz im Halbmarathon. Im Jahr darauf startete er über diese Distanz bei den Mittelmeerspielen in Oran und gelangte dort mit 1:07:24 h auf Rang sieben. 2025 gewann er bei den Arabischen Meisterschaften ebendort in 1:04:40 h die Silbermedaille im Halbmarathon hinter Aden Waberi Darar aus Dschibuti.

## Persönliche Bestleistungen
- Halbmarathon: 1:02:59 h, 19. März 2023 in Lille
- Marathon: 2:12:10 h, 18. Februar 2024 in Sevilla